# دی‌برمودی‌فلوئورومتان

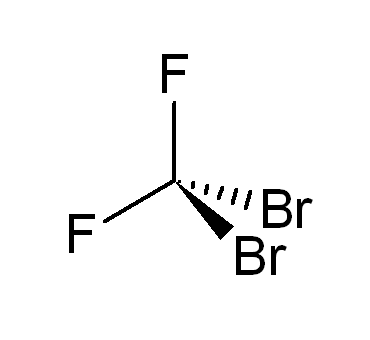
ساختمان شیمیایی دی‌برمودی‌فلوئورومتان

دی‌برمودی‌فلوئورومتان (به انگلیسی: Dibromodifluoromethane) با فرمول شیمیایی CBr۲F۲ یک ترکیب شیمیایی با شناسه پاب‌کم ۶۳۸۲ است. که جرم مولی آن 209.82 g/mol می‌باشد. شکل ظاهری این ترکیب، گاز بی‌رنگ یا مایع است.